# イグナシオ・スコッコ
イグナシオ・マルティン・スコッコ（Ignacio Martín Scocco, 1985年5月29日 - ）は、アルゼンチン・サンタフェ出身の元同国代表サッカー選手。現役時代のポジションはフォワード（ウイング）、攻撃的ミッドフィールダー。

## 経歴

### クラブ

#### ニューウェルズ
ニューウェルズ・オールドボーイズの下部組織出身であり、19歳の時にCAサン・ロレンソ・デ・アルマグロ戦でトップチームデビューした。フェルナンド・ベルスキやアリエル・オルテガなどとともにプレーし、2004アペルトゥーラではリーグ優勝を経験。ボカ・ジュニアーズ戦 (1-0) では82分に決勝点を挙げるなど、重要な試合で得点を挙げて優勝に貢献した。2006クラウスーラでは18試合に出場して9得点した。2006年のコパ・リベルタドーレスでは5試合に先発出場して4得点を挙げたが、グループリーグ敗退という結果に終わった。

#### UNAMプーマス
2006年、メヒコ・プリメーラ・ディビシオンのUNAMプーマスに移籍した。移籍金は350万ドル。UNAMプーマスはリカルド・フェレッティ監督が就任し、ストライカーのホアキン・ボテーロとブルーノ・マリオーニを放出したため、代役となる選手を探していた。スコッコはチアパスFC戦でデビューし、2戦目のティブロネス・ロホス・デ・ベラクルス戦ではゴールキックからのプレーで移籍後初得点を挙げた。ケレタロFC戦ではハットトリックを達成。4-2で勝利したベラクルス戦で、UNAMプーマスでの最後の得点を決めた。UNAMプーマスでは主にエステバン・ソラーリとコンビを組み、74試合に出場して28得点を挙げた。

#### AEKアテネ
2008年6月18日、ギリシャ・スーパーリーグのAEKアテネFCと3年契約を結んだ。移籍金は150万ユーロであり、年俸は40万ユーロである。スコッコにとって初のヨーロッパ挑戦であり、AEKに在籍した4人目（1人目はセバスティアン・サハ、2人目はイスマエル・ブランコ、3人目はクリスティアン・ナスティ）のアルゼンチン人選手となった。主に右ウイングとして起用され、自身が好むセカンドストライカーとしても起用されることもあった。スーパーリーグやUEFAヨーロッパリーグで活躍し、セリエAのACFフィオレンティーナ、ウディネーゼ・カルチョ、ジェノアCFCなどから興味を示された。2010年1月6日にスタディオ・ヨルギオス・カライスカキスで行われたオリンピアコスFC戦 (2-1) では、40ヤード（約37m）の距離からの直接フリーキックによる得点を含む2得点を挙げ、マン・オブ・ザ・マッチに選出された。このゴールはシーズンで最も優れたゴールのひとつとされ、オリンピアコス戦の翌週のアトロミトスFC戦やパナシナイコスFC戦でも得点した。パントラキコスFC戦ではゴールを決め、パニオニオスFC戦 (1-1) では試合終了の1分前に劇的な直接フリーキックを決めた。9月16日、UEFAヨーロッパリーグのハイドゥク・スプリト戦 (3-1) では2010-11シーズン初得点を決めた。ハイデュク戦の3日後のアステラス・トリポリスFC戦では30ヤード（約27m）の距離からミドルシュートを決めた。10月17日、アリス・テッサロニキFC戦 (4-0) では40ヤードの距離からミドルシュートを決め、さらに味方の得点をアシストした。11月25日、AEKと新たに3年契約を結び、2013年まで契約を延長した。年俸は100万ユーロに上昇し、ギリシャ国外のクラブが獲得を望んだ場合の違約金は300万ユーロに設定された。2011年5月18日、PAOKテッサロニキ戦 (2-1) では38ヤード（約35m）の距離からミドルシュートを決めた。

#### アル・アイン
2011年6月、UAEリーグのアル・アインFCに移籍。移籍金は280万ユーロであり、年俸は480万ユーロである。2011-12シーズンには17試合で8得点を挙げ、チームはリーグ優勝を果たしたが、家族の問題により新契約を結ばずにUAEを離れた。

#### 2度目のニューウェルズ
2012年、古巣ニューウェルズに移籍した。イニシアル2012では、序盤戦から得点を積み重ねて首位を走るチームを支え、最終的に優勝は逃したものの、自身は13得点を挙げてファクンド・フェレイラ（CAベレス・サルスフィエルド）と同点で得点王のタイトルを獲得した。

#### サンダーランドAFC
2014年1月、サンダーランドAFCへ移籍した。

#### 3度目のニューウェルズ
2014年7月23日、ニューウェルズに1年ぶりに復帰した。

#### リーベル・プレート
2017年6月29日、FCゼニト・サンクトペテルブルクへ移籍したセバスティアン・ドリウッシの後釜としてCAリーベル・プレートと3年契約を交わしたことが発表された。ヘルマン・ルクス、ハビエル・ピノラに続く同夏3人目の新加入選手となった。

### 代表

#### U-20代表
2004年7月27日、コロンビア戦でU-20アルゼンチン代表デビューした。11月3日にはパラグアイ戦 (2-0) で2キャップ目を飾り、77分に初得点を挙げた。2005年には、リオネル・メッシやセルヒオ・アグエロなどとともにFIFA U-20ワールドカップのメンバーに選出され、ウズベキスタン戦とマリ戦の2試合に出場した。U-20代表では通算12試合に出場して3得点した。

#### A代表
2005年4月5日、アルゼンチンA代表のホセ・ペケルマン監督はチリとの親善試合にスコッコを招集したが、チリ戦で出場機会はなかった。同年6月3日、プエルトリコとの親善試合に再び招集されたが、ハムストリングを痛めて2週間戦線離脱し、プエルトリコ戦ではベンチ入りしなかった。2008年2月6日、アルフィオ・バシーレ監督はグアテマラとの非公式親善試合にスコッコを招集し、エセキエル・ラベッシとの交代で20分間プレーした。同年8月にはベネズエラ戦のメンバーに含まれた。2012年11月、アレハンドロ・サベーラ監督はスーペルクラシコ・デ・ラス・アメリカスセカンドレグのためにスコッコを招集し、11月21日のブラジル戦 (2-1) で公式戦デビューすると、90分間で2得点した他にPK戦でPKを決めた。

## 人物
アルゼンチン人モデルのメリッサ・ポチェッティーノと結婚しており、ひとりの娘がいる。ニューウェルズ時代にチームメイトだったフェルナンド・ベルスキは親友であり、ベルスキはスコッコの娘の名付け親である。スコッコはベルスキの結婚式で、またベルスキはスコッコの結婚式で花婿付添人を務めた。

## タイトル

### クラブ
ニューウェルズ
- プリメーラ・ディビシオン : 2004-05A

AEKアテネ
- ギリシャ・カップ : 2010-11

アル・アイン
- UAEリーグ : 2011-12

リーベルプレート
- コパ・アルヘンティーナ : 2017, 2019
- スーペルコパ・アルヘンティーナ : 2017
- コパ・リベルタドーレス : 2018
- レコパ・スダメリカーナ : 2019

### 個人
- ギリシャ・スーパーリーグ ベストチーム : 2009-10[5]
- プリメーラ・ディビシオン得点王 : 2012-13I

## 個人成績

### クラブでの出場記録
2012年2月12日時点
| シーズン | クラブ         | リーグ         | 出場 | 得点 |
| -------- | -------------- | -------------- | ---- | ---- |
| 2003-04  | ニューウェルズ | プリメーラ     | 5    | 0    |
| 2004-05  | ニューウェルズ | プリメーラ     | 34   | 3    |
| 2005-06  | ニューウェルズ | プリメーラ     | 36   | 13   |
| 2006-07  | UNAM           | プリメーラ     | 32   | 11   |
| 2007-08  | UNAM           | プリメーラ     | 34   | 12   |
| 2008-09  | AEKアテネ      | スーパーリーグ | 32   | 7    |
| 2009-10  | AEKアテネ      | スーパーリーグ | 30   | 11   |
| 2010-11  | AEKアテネ      | スーパーリーグ | 20   | 9    |
| 2011-12  | アル・アイン   | UAEリーグ      | 17   | 8    |
| 2012-13  | ニューウェルズ | プリメーラ     | 17   | 13   |
| 通算     | 通算           | 通算           | 257  | 87   |

#### 代表での得点
| #  | 日付           | 場所                               | 対戦相手 | スコア | 結果 | 大会                                        |
| -- | -------------- | ---------------------------------- | -------- | ------ | ---- | ------------------------------------------- |
| 1. | 2012年11月21日 | ブエノスアイレス, ラ・ボンボネーラ | ブラジル | 1-0    | 2-1  | スーペルクラシコ・デ・ラス・アメリカス 2012 |
| 2. | 2012年11月21日 | ブエノスアイレス, ラ・ボンボネーラ | ブラジル | 2-1    | 2-1  | スーペルクラシコ・デ・ラス・アメリカス 2012 |